# Љубомир Кватерник
Љубомир Кватерник (1887 — 1980) је био велики жупан Независне Државе Хрватске.

## Злочини
Након формирање НДХ постављен је на место жупана новоформиране жупаније Крбава и Псат са седиштем у граду Бихаћу. У току владавине спроводи монструозне злочине на српским и јеврејским становништвом жупе. Појединачно најмасовнији злочин који је спровео је ликвидација Срба из Бихаћа и околине. У масовним стрељањима и клањима страдало је око 12.000 српских цивила сахрањених на локацији Гаравице.

## Фамилија
Његов рођени брат Славко Кватерник је био доглавник НДХ, односно заменик поглавника и најмоћнија фигура у НДХ испод Анте Павелића и носилац највишег усташког официрског чина.